# Wapen van de heerlijkheid Lichtenberg

Het wapen van de heerlijkheid Lichtenberg werd officieel bevestigd op 7 oktober 1818 door de Hoge Raad van Adel aan de heerlijkheid Lichtenberg in de Nederlandse provincie Gelderland.

## Blazoenering
De blazoenering van het wapen luidt als volgt:
Van zilver, beladen met een vink in zijne natuurlijke kleur, staande op een grond van groen.

## Achtergrond
De herkomst van het wapen is niet duidelijk. Waarschijnlijk is het gebaseerd op het wapen van de familie Van Lichtenberg, waar een patrijs op afgebeeld is.
Aagtekerke
· Baak
· Bennebroek
· Blitterswijk
· Cadier
· Cleverskerke
· De Vuursche
· Dorenweerd
· Geersdijke
· Hemmen
· Hensbroek
· Hoogkerk, Leegkerk en Dorkwerd
· Kattendijke
· Kerkwijk
· Laag Nieuwkoop
· Lede en Oudewaard
· Lichtenberg
· Limmen
· Nederveen-Cappel
· Oostwaard
· Oostcapelle
· Poortvliet
· Sint Philipsland
· Verwolde
· Wanssum
· Westervoort
· Wisch
· Wiskerke
· Zaanen